# Erik Wedberg (ingenjör)
Lars Erik Wedberg, född 3 augusti 1868 i Lindesbergs landsförsamling, död 18 februari 1954 i Umeå, var en svensk väg- och vattenbyggare.
Erik Wedberg var son till bruksförvaltaren Casper Ferdinand Wedberg och Mathilda Helena Cantzler. Han avlade mogenhetsexamen i Örebro 1888 och utexaminerades från Tekniska högskolan 1892. Han var biträdande ingenjör vid nedre norra väg- och vattenbyggnadsdistriktet 1894–1897, distriktsingenjör vid övre norra väg- och vattenbyggnadsdistriktet 1899–1908 (tillförordnad 1898) samt distriktschef vid övre norra väg- och vattenbyggnadsdistriktet 1909–1918 och chef för Västerbottens väg- och vattenbyggnadsdistrikt 1919–1930. 1896 blev han löjtnant i Väg- och vattenbyggnadskåren, avancerade till överstelöjtnant där 1921 och erhöll avsked 1933. Wedberg var sakkunnig i vattenmål 1903–1918, tjänstgjorde som tillförordnad vattenrättsingenjör vid Norrbygdens vattendomstol i Umeå 1919–1932 och var vattenrättsingenjör där 1933–1935. Han hade på flottningens område några viktiga statliga uppdrag, nämligen som ledamot av en svensk-rysk kommission för ordnande av flottningsförhållandena i Torne och Muonio älvar 1908–1910 samt som svensk sakkunnig för reglering av dessa älvar för lösflottning 1919–1924 och för flottningens utsträckande till havet 1927–1932.